# Remo nos Jogos Pan-Americanos de 2023 - Skiff duplo feminino
A competição do skiff duplo feminino do remo nos Jogos Pan-Americanos de 2023 foi disputada entre 21 e 25 de outubro de 2023 na Lagoa Grande, em San Pedro de la Paz. Um total de 20 remadoras de 10 Comitês Olímpicos Nacionais (CON) participaram do evento.

## Calendário
Horário local (UTC−3).
| Data          | Hora  | Fase          |
| ------------- | ----- | ------------- |
| 21 de outubro | 8:40  | Eliminatórias |
| 22 de outubro | 8:00  | Repescagem    |
| 25 de outubro | 9:40  | Final A       |
| 25 de outubro | 10:10 | Final B       |

## Medalhistas
| Ouro   | USA Madeleine Focht e Veronica Nicacio |
| Prata  | CHI Melita Abraham e Antonia Abraham   |
| Bronze | CAN Alizée Brien e Shaye de Paiva      |

## Resultados

### Eliminatórias
As duas primeiras de cada bateria se classificam à Final A, as restantes disputam a repescagem.
Bateria 1
| Pos. | Remadoras                             | CON                | Tempo   | Notas |
| ---- | ------------------------------------- | ------------------ | ------- | ----- |
| 1    | Melita Abraham Antonia Abraham        | CHI Chile          | 7:24:80 | FA    |
| 2    | Madeleine Focht Veronica Nicacio      | USA Estados Unidos | 7:26:38 | FA    |
| 3    | Mildred Mercado Maite Arrillaga       | MEX México         | 7:42:99 | R     |
| 4    | Gabriela Mosqueira Fiorella Rodríguez | PAR Paraguai       | 7:50:37 | R     |
| 5    | Ysmaly Granadino Keyla García         | VEN Venezuela      | 8:18:98 | R     |

Bateria 2
| Pos. | Remadoras                     | CON           | Tempo   | Notas |
| ---- | ----------------------------- | ------------- | ------- | ----- |
| 1    | Alizée Brien Shaye de Paiva   | CAN Canadá    | 7:32:91 | FA    |
| 2    | Milena Venega Yariulvis Cobas | CUB Cuba      | 7:37:71 | FA    |
| 3    | Chloe Delazeri Thalita Soares | BRA Brasil    | 7:39:42 | R     |
| 4    | Oriana Ruiz Clara Galfre      | ARG Argentina | 7:39:96 | R     |
| 5    | Ynela Aires Romina Cetraro    | URU Uruguai   | 8:03:15 | R     |

### Repescagem
As duas primeiras da repescagem se classificam à Final A, as restantes disputam a Final B (fora da chance por medalhas).
| Pos. | Remadoras                             | CON           | Tempo   | Notas |
| ---- | ------------------------------------- | ------------- | ------- | ----- |
| 1    | Oriana Ruiz Clara Galfre              | ARG Argentina | 7:20.99 | FA    |
| 2    | Chloe Delazeri Thalita Soares         | BRA Brasil    | 7:22.08 | FA    |
| 3    | Mildred Mercado Maite Arrillaga       | MEX México    | 7:"6.28 | FB    |
| 4    | Gabriela Mosqueira Fiorella Rodríguez | PAR Paraguai  | 7:29.74 | FB    |
| 5    | Ynela Aires Romina Cetraro            | URU Uruguai   | 7:41.38 | FB    |
| 6    | Ysmaly Granadino Keyla García         | VEN Venezuela | 8:02.09 | FB    |

### Finais
As regatas finais definem as posições de todas as remadoras. Na Final A são decididas as medalhistas.
Final B
| Pos. | Remadoras                             | CON           | Tempo   | Notas |
| ---- | ------------------------------------- | ------------- | ------- | ----- |
| 7    | Gabriela Mosqueira Fiorella Rodríguez | PAR Paraguai  | 7:28.22 |       |
| 8    | Mildred Mercado Maite Arrillaga       | MEX México    | 7:31.84 |       |
| 9    | Ynela Aires Romina Cetraro            | URU Uruguai   | 7:36.26 |       |
| 10   | Ysmaly Granadino Keyla García         | VEN Venezuela | 8:04.83 |       |

Final A
| Pos.              | Remadoras                        | CON                | Tempo   | Notas |
| ----------------- | -------------------------------- | ------------------ | ------- | ----- |
| Medalha de ouro   | Madeleine Focht Veronica Nicacio | USA Estados Unidos | 7:02.11 |       |
| Medalha de prata  | Melita Abraham Antonia Abraham   | CHI Chile          | 7:03.74 |       |
| Medalha de bronze | Alizée Brien Shaye de Paiva      | CAN Canadá         | 7:13.14 |       |
| 4                 | Oriana Ruiz Clara Galfre         | ARG Argentina      | 7:18.17 |       |
| 5                 | Milena Venega Yariulvis Cobas    | CUB Cuba           | 7:19.80 |       |
| 6                 | Chloe Delazeri Thalita Soares    | BRA Brasil         | 7:24.95 |       |